# مؤتمر بايثون

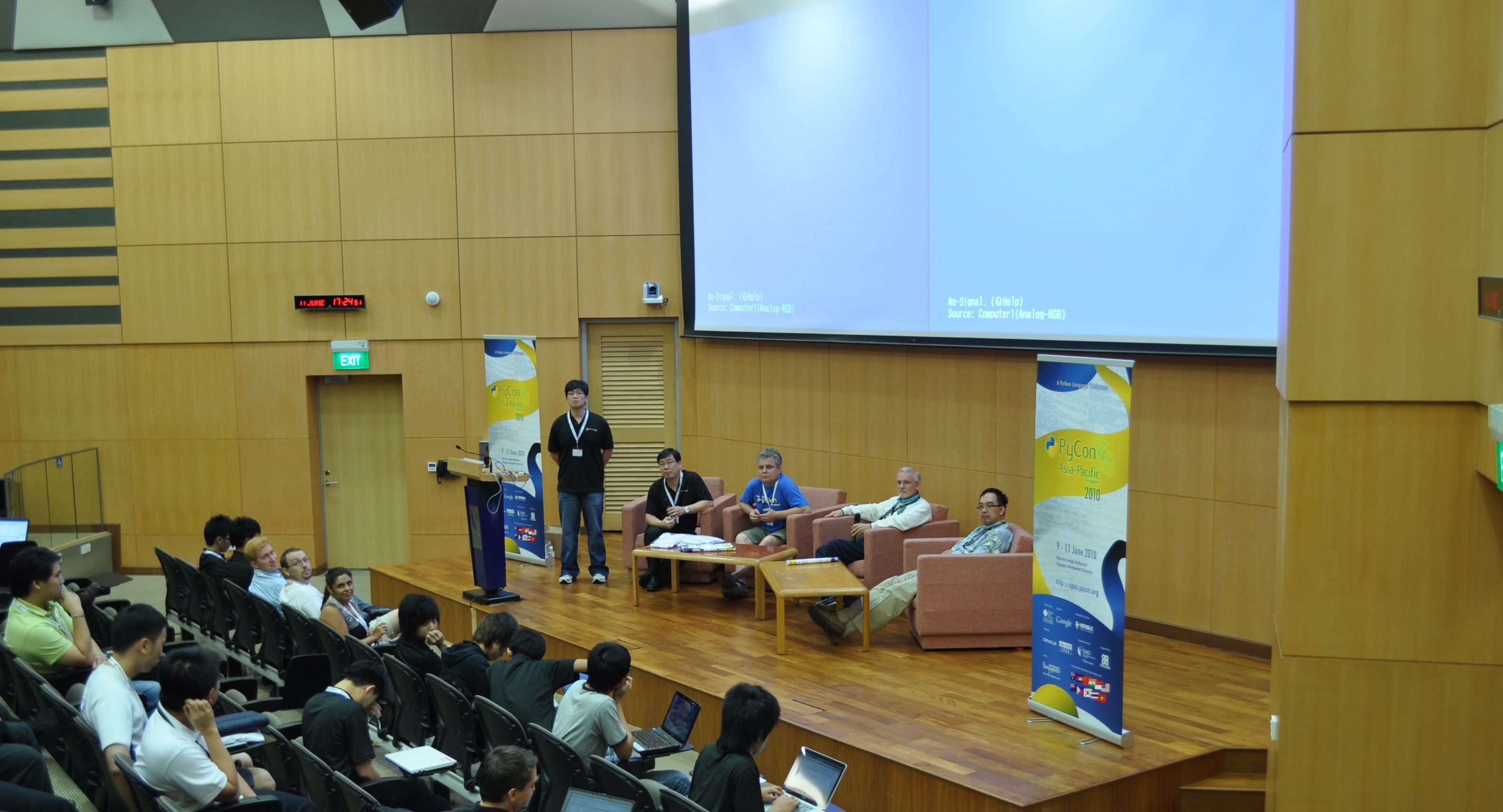

مؤتمر بايثون (بالإنجليزية: Python Conference) (يسمى أيضاً بايكون Pycon) هو أكبر مؤتمر سنوي يعقد لمناقشة تطوير لغة البرمجة بايثون. 
تأسس في الولايات المتحدة لكنه عقد أيضاً في أكثر من أربعين دولة. وهو أحد أوائل مؤتمرات برمجة الحاسوب، لتطوير وتحسين كود القيادة. ويستضيف المؤتمر دورات تعليمية وعروض وجلسات تدريب.
تنظمه مؤسسة برامج بايثون Python Software Foundation وتدعمه العديد من الشركات الهامة ومنها ميكروسوفت وجوجل وفيسبوك.